# Hypoxylon aeruginosum
Hypoxylon aeruginosum är en svampart. Hypoxylon aeruginosum ingår i släktet Hypoxylon och familjen kolkärnsvampar.

## Underarter
Arten delas in i följande underarter:
- macrosporum
- aeruginosum